# Выборы в Государственную думу (1993)
Выборы депутатов Государственной думы Российской Федерации I созыва состоялись 12 декабря 1993 года, вместе с выборами в Совет Федерации и принятием проекта новой конституции России, по которой и учреждалась Государственная дума.
225 депутатов избирались по пропорциональной системе по единому федеральному округу, при заградительном барьере 5 %, 225 — по мажоритарной системе по одномандатным округам. Первое место заняла ЛДПР. Второе место на выборах занял блок «Выбор России», третье — КПРФ.
Первую Думу Российской Федерации возглавил аграрий Иван Рыбкин.

## Результаты
|                            |                                                   |                               |            |                  |         |
| Место                      | Списки                                            | Первая тройка                 | Голоса     | %                | Мандаты |
| 1.                         | ЛДПР                                              | Жириновский, Кобелев, Марычев | 12 318 562 | 22,92            | 64      |
| 2.                         | Выбор России                                      | Гайдар, Ковалёв, Памфилова    | 8 339 345  | 15,51            | 64      |
| 3.                         | КПРФ                                              | Зюганов, Севастьянов, Илюхин  | 6 666 402  | 12,40            | 42      |
| 4.                         | Женщины России                                    | Федулова Лахова Гундарева     | 4 369 918  | 8,13             | 23      |
| 5.                         | Аграрная партия России                            | Лапшин, Давыдов, Заверюха     | 4 292 518  | 7,99             | 37      |
| 6.                         | Явлинский — Болдырев — Лукин (Яблоко)             | Явлинский, Болдырев, Лукин    | 4 233 219  | 7,86             | 27      |
| 7.                         | ПРЕС                                              | Шахрай, Шохин, Затулин        | 3 620 035  | 6,73             | 22      |
| 8.                         | Демократическая партия России (ДПР)               | Травкин, Говорухин, Богомолов | 2 969 533  | 5,52             | 14      |
| 9.                         | Российское движение демократических реформ (РДДР) | Собчак, Фёдоров, Басилашвили  | 2 191 505  | 4,08             | 5       |
| 10.                        | Гражданский союз                                  | Вольский, Бех, Владиславлев   | 1 038 193  | 1,93             | 10      |
| 11.                        | Будущее России — Новые имена                      | Лащевский, Соколов, Миронов   | 672 283    | 1,25             | 2       |
| 12.                        | Кедр                                              | Лымарь, Чибураев, Баранов     | 406 789    | 0,76             | 1       |
| 13.                        | Достоинство и милосердие                          | Фролов, Губенко, Гришин       | 375 431    | 0,70             | 3       |
| Независимые (одном.)       | Независимые (одном.)                              | одномандатники                |            | 32,50 по округам | 130     |
| Против всех (фед.)         | Против всех (фед.)                                |                               | 2 267 963  | 4,22             | —       |
| Недействительные бюллетени | Недействительные бюллетени                        |                               | 3 946 002  | 6,84             | —       |
| Всего (явка 54,81 %)       | Всего (явка 54,81 %)                              |                               | 58 187 755 | 100,00           | 450     |

Распределение мест по федеральному списку: ЛДПР — 59, ВР — 40, КПРФ — 32, ЖР и АПР — по 21, Явлинский-Болдырев-Лукин — 20, ПРЕС — 18, ДПР — 14.

## Статистика по выборам в целом
| Данные по голосованию                          | Человек     | Процент |
| ---------------------------------------------- | ----------- | ------- |
| Избирателей в списках                          | 106 170 835 | 100 %   |
| Число выданных избирательных бюллетеней (явка) | 58 187 755  | 54,81 % |
| Испортили бюллетени                            | 3 946 002   | 6,84 %  |
| Против всех                                    | 2 267 963   | 3,93 %  |

## Оценка
Социолог Б. А. Грушин так отметил победу ЛДПР: «Это, между прочим, — фиаско социального знания… Не насчёт прогноза, прогноз — дело техники. Я имею в виду принципиальную оценку тенденций. То, что все ошиблись с Жириновским, не страшно. Но ошиблись-то одинаково, назвав одну цифру: 6—7 % населения поддерживают Жириновского. Потому что реальная база, на которой он стоял перед выборами, действительно исчерпывалась и исчерпывается до сих пор, я уверен, не более чем 6 % электората».